# Jerdonia indica
Jerdonia es un género monotípico de plantas fanerógamas perteneciente a la familia Gesneriaceae. Su única especie Jerdonia indica, es originaria del sudoeste de la India.

## Descripción
Son plantas acaulescentes dispuestas en rosetas. Con largas hojas pecioladas, elípticas, reticuladaa. Las inflorescencias en largas cimas pedunculadas (escaposa), con pocas flores, brácteas pequeñas. Sépalos libres, lanceolados. Corola de color pálido lila con líneas rojas; tubo alargado, por encima inflado; extremidad oblicua, bilabiada, lóbulos ovados, obtusos. El fruto es una cápsula ovoide, loculicidaa y dehiscente, bivalva. Semillas elipsoides, testa estriado-reticulada, con surcos longitudinales (ligeramente en forma de estrella en sección transversal).

## Taxonomía
Jerdonia indica fue descrita por Robert Wight y publicado en Icones Plantarum Indiae Orientalis 4(2): 10, pl. 1352. 1850[1848].
Etimología
Jerdonia: nombre genérico que fue otorgado en honor del comandante médico Thomas C. Jerdon, del ejército de la India, un ornitólogo eminente.
indica: epíteto geográfico que alude a su localización en el Océano Índico.